# Cynarina
Genre
Cynatina est un genre de scléractiniaires (coraux durs), de la famille des Lobophylliidae.

## Liste d'espèces
Selon World Register of Marine Species (6 mai 2016) :
- Cynarina lacrymalis (Milne Edwards & Haime, 1848) -- corail larme
- Cynarina macassarensis (Best & Hoeksema, 1987)

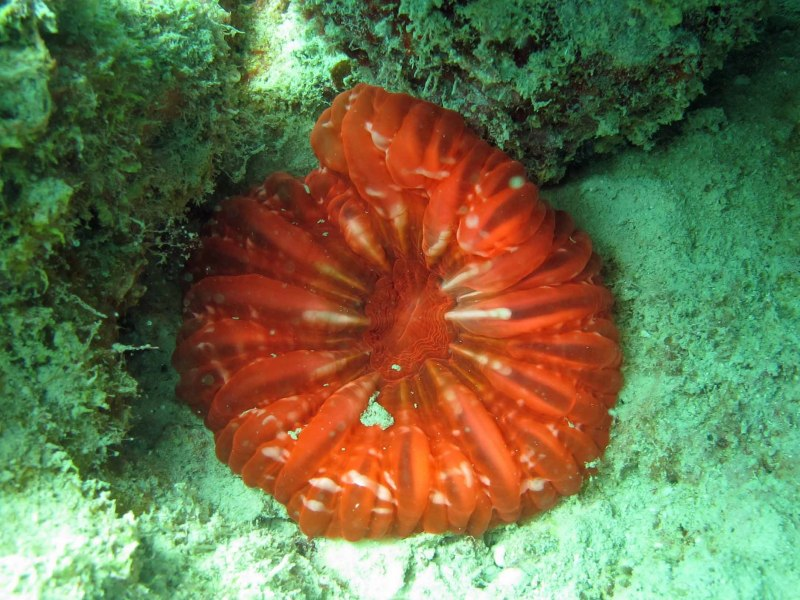
Cynarina lacrymalis